# Бенисон Дје
Бенисон Дје (фр. Bénisson-Dieu) насеље је и општина у источној Француској у региону Рона-Алпи, у департману Лоара која припада префектури Роан.
По подацима из 2011. године у општини је живело 437 становника, а густина насељености је износила 39,3 становника/km². Општина се простире на површини од 11,12 km². Налази се на средњој надморској висини од 268 метара (максималној 344 m, а минималној 255 m).

## Демографија
| 1962. | 1968. | 1975. | 1982. | 1990. | 1999. | 2011. |
| ----- | ----- | ----- | ----- | ----- | ----- | ----- |
| 357   | 369   | 364   | 402   | 391   | 444   | 437   |

График промене броја становника у току последњих година